# Glest
Glest je svobodná realtimová strategie ze světa fantasy vyvíjená ve Španělsku a zveřejněná pod licencí GNU GPL. Je k disposici pro operační systémy Linux, Microsoft Windows, Mac OS, FreeBSD a OpenBSD.
Může ji hrát osamocený hráč proti počítači, ale je možná i
hra o více hráčích přes Internet nebo lokální síť.